# Siyah Kalem
Mehmed Siyah Kalem o Mehmed Siyah Qalem (segle xv ?) més conegut com a Siyah Kalem (llapis negre en turc) fou un pintor i il·lustrador dels temps otomans. Es coneix molt poc de la seva vida. Hi ha pintures del en el Palau Topkapı d'Istanbul. Ha firmat les seves obres com "Ustad Mehmed Siyah Qalem" (Mehmed, Mestre de Llapis Negre). Generalment es troben homes, animals, dimonis i dragons en les seves pintures.

## Pintures

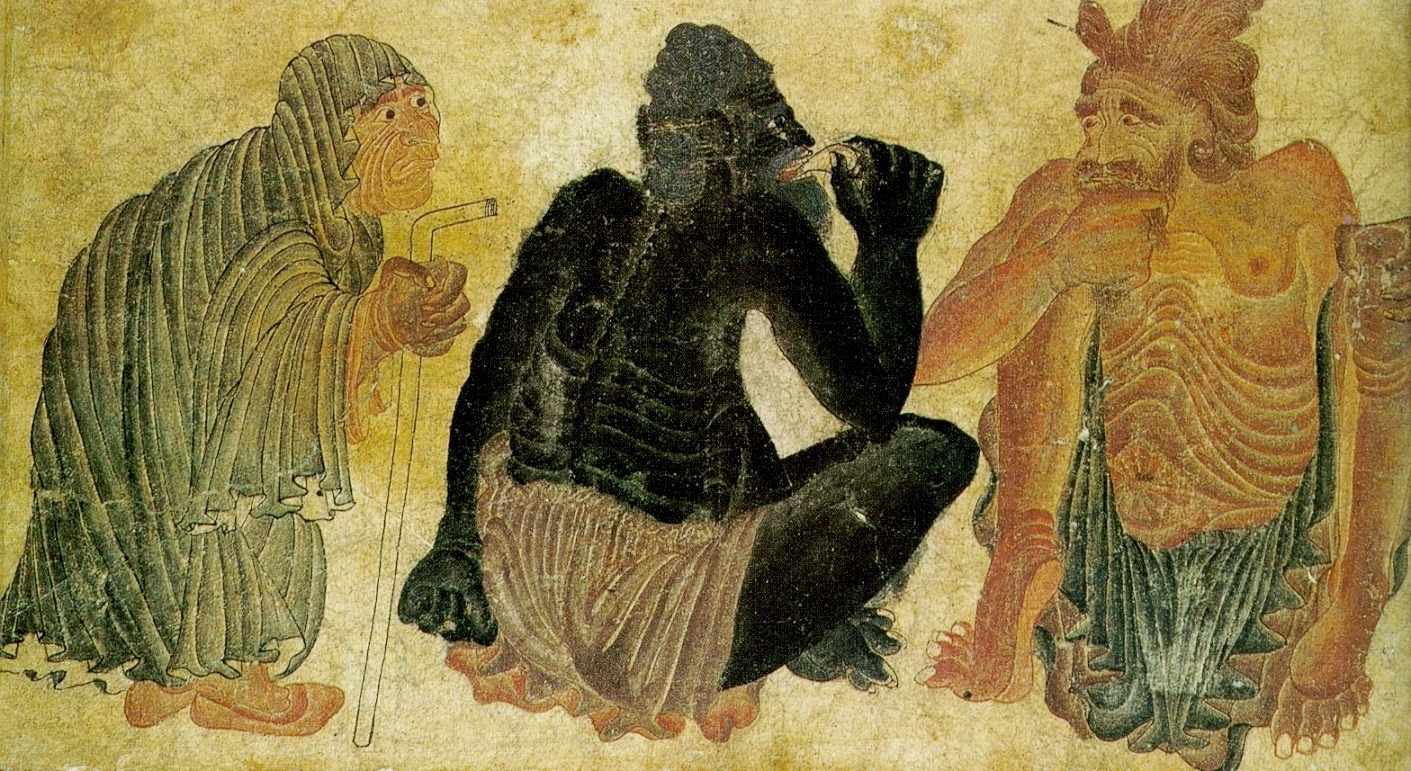
Conversació
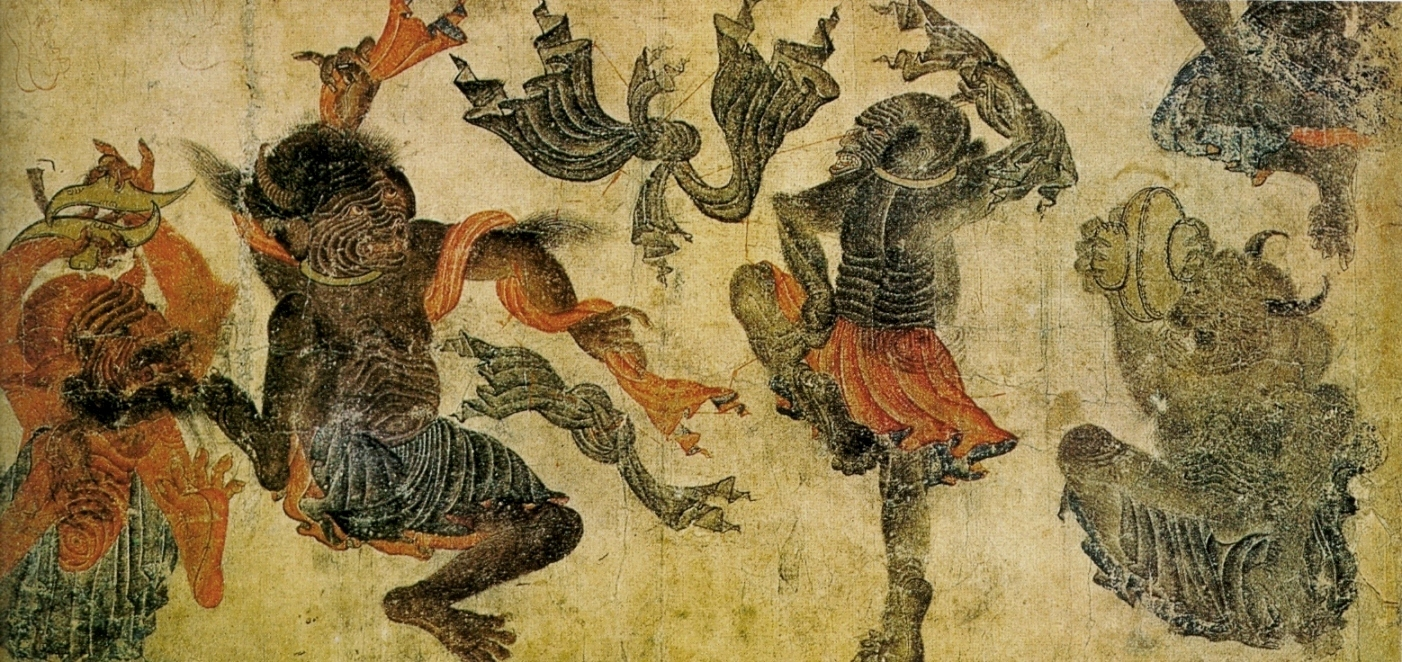
Dansa
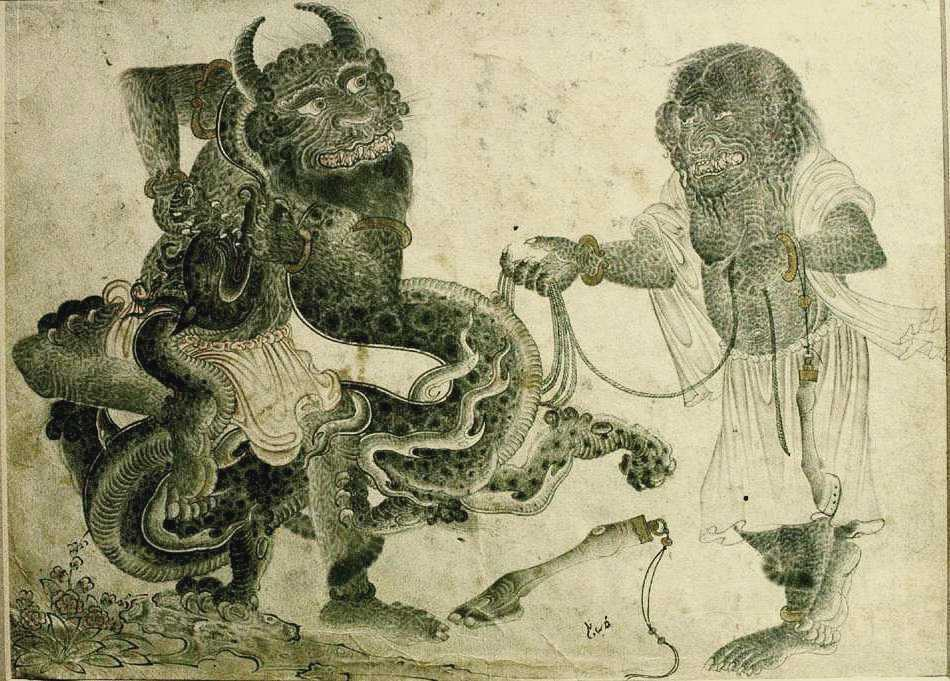
Dimoni i Dragó
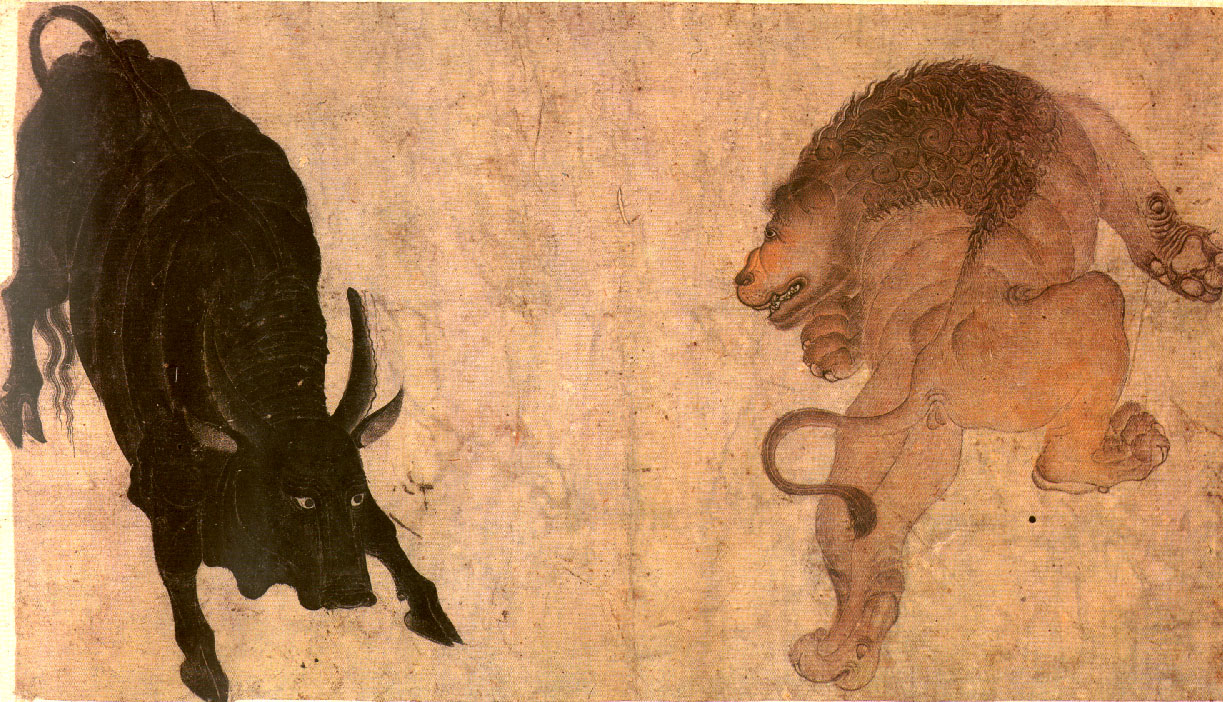
Toro i Lleó